# Нарбута-бий
Нарбута-бий (1749 — 1798) — пятый правитель из узбекской племени минг правящий в Кокандском ханстве с 1770 года.

## Приход к власти
После смерти Ирдана-бия в 1762 году власть правителем Кокандского ханства был объявлен Сулейман-бек, который процарствовал всего несколько месяцев. После этого власть перешла в руки внука Абдукарим-бия Нарбута-бия. Он взошёл на престол в возрасте 14 лет. Как пишут историки, Нарбута-бий долго отказывался от власти, но потом представители кокандской знати уговорили его стать правителем..

## Внутренняя политика
В начале правления Нарбута-бия фактическим регентом стал его родственник Абдулла кушбеги. С его помощью Нарбута-бию удалось подавить сепаратизм наместников в Чусте и Намангане. Возникший конфликт между Нарбута-бием и Абдуллой кушбеги закончился гибелью последнего.
Нарбута-бий смог покорить Ходжент. Попытки присоединения Ташкента к Кокандскому ханству успеха не имели.
При Нарбута-бие (1763—1798) наступило относительное политическое спокойствие в стране и сложились благоприятные условия для экономического развития. Нарбута выпускал медные монеты — пулы.
Кокандские историки сообщают о дешевизне продуктов и о благоприятных условиях для купцов при правлении Нарбута-бия. Для это эпохи характерны дешевизна и порядок. В связи с дешевизной продуктов на существующую в Коканде «таньгу» можно было купить много продуктов. Нарбута-бий учредил самую мелкую монету «пулус». В период правления Нарбута-бия отсутствовала инфляция и намного повысился уровень жизни населения. Поэтому в течение более 30-летнего правления Нарбута-бия не было ни одного восстания против правительства.
Кокандский историк Мулла Олим Махдум Хожи описывает правление кокандского хана Норбута-бия так: «В период его правления не было никаких забот и тревог, не было голода и дороговизны. Во времена того хана введена в оборот денежная система, из амбаров никто не покупал зерно, так как оно давалось даром. Многие народы соседних областей, услышав о столь дешевой и мирной жизни, стали переселяться в Хуканд, что послужило причиной благоустройства и процветания Ферганы».
Историк Махмуд Хаким Яйфони писал: «… все богаты и равны, в каждом доме полно зерна и не было другого выхода, как отдать зерно даром. За монету можно было купить овцу и эту монету выпустил, и ввел в оборот Норбутахон. Со всех сторон приезжали переселенцы и собирались тут»

## Внешняя политика
Нарбута-бий установил мирные отношения с Бухарским эмиром Шахмурадом (1785—1800). А также имел дипломатические связи с Цинской империи между 1774—1798 годах.

## Политика в области культуры
Нарбута-бий был покровителем науки и искусств. В это время в Коканде велось активное строительство. В 1798 году в Коканде было закончено строительство медресе Нарбута-бия. В эпоху Норбутабия было построено несколько медресе: В 1762 г. — Медресе Сулаймония, в 1789 г. — Эшон Хонхужа, в 1794 г. — Имам Бакир, в 1795 г. — Тура Хаким, в 1798 г. — Мадрасаи Мир, в числе этих построек медресе имени Норбутабия. Оно сохранилось до настоящего времени и известно также под названием Мадраса-и Мир.
В эпоху Норбутабия, в Коканде жили и творили известные деятели культуры. Из них Мухаммад Гази, Надыр, Хужамназар Хувайдо, Хожа Маслахатуддин Умматвали, и его сын Хожа Мухаммад Носируддин… Норбута-би в течение всей жизни преклонялся перед Хожа Мухаммад Носируддином и Хожа Мухаммад Якуб Охундом и был их мюридом. Своих сыновей: Мухаммад Амин, Мухаммад Олим и Мухаммад Умархана тоже отдал в руки Мухаммад Носируддина на воспитание.
После смерти Нарбута-бия в 1798 году правителем государства был объявлен его сын Алимхан (1798—1810).